# مضلعة الأوراق الشعرية
مضلعة الأوراق الشَعْرِيَّة (الاسم العلمي: Pleurophyllum criniferum)، نوع من النباتات المُزهرة في فصيلة النجمية المستوطنة في جزر شبه القارة القطبية الجنوبية في نيوزيلندا.